# Jonas Müller
Jonas Müller, född 4 oktober 1997, är en österrikisk rodelåkare.

## Karriär
I januari 2024 tog Müller guld i herrsingel vid EM i Igls samt var en del av Österrikes lag som tog guld i lagstafetten.